# Kết giới sư
Kết giới sư (Nhật: 結界師 Kekkaishi) là một bộ truyện tranh siêu nhiên Nhật Bản được viết và minh họa bởi Tanabe Yellow. Truyện được đăng định kì trên tạp chí Shōnen Sunday của Shogakukan từ 2003 đến 2011, và được Nhà xuất bản Kim Đồng phát hành ở Việt Nam. Bộ truyện cũng đã được Sunrise chuyển thể thành 52 tập phim hoạt hình và được phát sóng từ tháng 10 năm 2006 đến tháng 2 năm 2008. Nội dung nói về một Kết giới sư trẻ tên Yoshimori Sumimura và hành trình tiêu diệt yêu ma của cậu bằng phép kết giới gia truyền. Tác phẩm đã nhận được Giải Manga Shogakukan 2007 cho hạng mục manga shōnen 

## Sơ lược cốt truyện
500 năm trước, tại một vùng đất màu mỡ, có vị lãnh chúa tên Karasumori đã mang trong mình một sức mạnh tâm linh kỳ bí mà chính ông cũng không hề biết. Chính nguồn sức mạnh đó đã thu hút những con yêu quái đến, làm cuộc sống của người dân trong thành không khi nào được yên ổn. Do đó họ đã mời một vị pháp sư đến để diệt trừ yêu quái, pháp sư Hazama Tokimori sư tổ hệ phái Hazama. Lượng yêu quái đến càng nhiều, Hazama cũng không thể ngăn chặn hết, rồi ông lâm bệnh nặng. Trong khi đó, nguồn sức mạnh tâm linh của lãnh chúa ngày càng mạnh và yêu quái tìm đến cũng ngày một nguy hiểm hơn. Đến một ngày, khi pháp sư Hazama trở vào thành sau 3 ngày ốm nặng thì cả thành đã chìm trong tang tóc, cả dòng họ Karasumori đều diệt vong. Vị lãnh chúa cùng nguồn sức mạnh bí ẩn đó được chôn sâu dưới lòng đất, nhưng loài yêu quái hàng đêm vẫn kéo nhau về vùng đất đó, để mong có một ngày chiếm được nguồn sức mạnh tâm linh, thống trị cả thế gian.
Ngày nay, vùng đất dữ hay còn gọi là khu rừng quạ, lại là khuôn viên của trường trung học Karasumori cấp 2 và 3. Sư tổ Hazama Tokimori đã truyền lại thuật kết giới cho hai đệ tử của mình, cũng là hai chủ nhân của hai dòng họ nổi tiếng trong giới pháp sư là Sumimura (墨村: Mặc Thôn) và Yukimura (雪村: Tuyết Thôn). Truyền nhân chính thức có dấu phương ấn hình vuông màu đen, trên lòng tay trái đối với dòng họ Sumimura và trên ngực trái đối với dòng họ Yukimura. Hai dòng họ cùng tồn tại và cùng làm nhiệm vụ bảo vệ vùng đất Karasumori. Họ dùng phép kết giới để tiêu diệt yêu quái nên họ được gọi là kết giới sư, tên bộ truyện bắt đầu từ đấy.
400 năm qua, từng thế hệ trải qua, từng thành viên của hai dòng họ cùng nhau bảo vệ vùng đất, đến truyền nhân chính thức đời thứ 22 của hai dòng họ là cậu bé Sumimura Yoshimori (墨村 良守 (Mặc Thôn Lương Thủ)) và cô bé Yukimura Tokine (雪村 時音 (Tuyết Thôn Thời Âm)). Chính truyền thống của dòng họ, khiến họ không giống như bất kì đứa trẻ nào khác, hàng đêm trong lúc tất cả đều ngủ yên, Yoshimori (14 tuổi) và Tokine (16 tuổi) phải tuần tra xung quanh trường học, bảo vệ bình yên nơi đây. Yoshimori được miêu tả và một cậu bé bộp chộp, lười biếng, hay ngủ. Chính Tokine là người giúp cậu ngày càng trưởng thành hơn, qua các cuộc chiến với những ác ma bình thường, đến đối đầu với những âm mưu đen tối của các pháp sư biến chất trong tổ chức Hội kín (裏会) cậu bé bộc lộ những khả năng diệu kỳ mà cũng chính cậu cũng không thể ngờ tới.

## Sự thật
Quay về 400 năm trước, khi đó sư tổ Hazama Tokimori xuất thân là 1 người mồ côi, đó cũng chính là động lực mà ngài đã tập luyện sức mạnh nhưng sức mạnh đó không được người thường công nhận. Rồi Tokimori lang thang đến nhà gia tộc của Karasumori, ở đây rất thu hút yêu quái vì sức mạnh tâm linh của công chúa nhà Karasumori tên là Tsukikage. Tokimori bảo vệ công chúa và theo thời gian 2 người yêu nhau và có với nhau đứa con gọi là Chusinmaru. Từ lúc công chúa có mang thì Tokimori đã bị đuổi khỏi Karasumori, mong muốn cho đứa con của mình được sinh ra khỏe mạnh nhất mà Tokimori đã nghiên cứu những cấm thuật rồi áp dụng lên con mình. Ngay sau khi sinh ra đứa trẻ thì cũng là lúc công chúa qua đời. Sau khi tìm hiểu thì chính là do sức mạnh được xem là do "bị nguyền rủa" của Chusinmaru mà công chúa và tất cả mọi người trong thành đều bị chết. Bản thân ngài Tokimori lúc bấy giờ cũng đã nhận ra là đã thực sự sai lầm khi cho Chusinmaru một sức mạnh lớn đến như vậy. Nhà Karasumori hoàn toàn sụp đổ. Sức mạnh của đứa bé truyền cho ma quỷ khi tiếp xúc và ngày càng tăng lên và ngay cả đứa bé cũng không nhận thức được sức mạnh của bản thân mình. Tokimori tìm cách phong ấn nguồn sức mạnh này và cố gắng tìm một nơi yên bình cho đứa bé sinh sống, và cuối cùng ông ấy tìm đến được khu rừng quạ, cố gắng thuyết phục vị thần của khu rừng nhường cho mình vùng đất này. Tiếp đến Tokimori tạo ra một tòa thành màu đen dưới trường hoc-nơi đứa bé sinh sống- nhưng cũng không thể phong ấn hoàn toàn nguồn sức mạnh này. Tokimori lập ra và rèn dũa cho 2 tổ tiên nhà Sumimura và Yukimura và gắn liền họ với việc bảo vệ vùng đất này. Như vậy, sự thật của nguồn sức mạnh Karasumori chính là đứa con của tổ sư phái Hazama Tokimori và công chúa của gia tộc Karasumori.

## Phép kết giới phái Hazama
Thuật kết giới là tên một loại thuật được sử dụng trong truyện kết giới sư. Thuật được sáng chế bởi sư tổ Hazama Tokimori  (間時森 (Gian Thì Sâm)), tuy đơn giản mà hết sức hiệu quả, thuật nhằm tạo ra một hộp kết giới dùng để tiêu diệt yêu ma, hay bảo vệ kết giới sư tránh sự mọi tấn công. Thuật kết giới hình thành có dạng to, nhỏ hay có nhiều hình dạng khác nhau tùy thuộc vào người tạo ra, nhưng đơn giản nhất là khối vuông.
Hai dòng họ Sumimura và Yukimura sử dụng phép kết giới phái Hazama (間流結界術 (Gian lưu kết giới thuật) Hazama-Ryū Kekkai Jutsu) để tiêu diệt các ayakashi (yêu quái). Theo lời Sumimura Shigemori (ông ngoại của Sumimura Yoshimori) phép thuật này là sự kết hợp tiện ích và hiệu quả các khả năng của kết giới. Các bước của phép thuật này bao gồm:
- Phương Vi (方囲 Hōi?): Chỉ định mục tiêu.
- Định Sở (定礎 Jōso?): Xác định nơi đặt kết giới.
- Kết (結 Ketsu?): Tạo kết giới (thường có hình hộp chữ nhật) bao quanh mục tiêu.
- Giải (解 Kai?): Làm tan kết giới nhưng không gây ảnh hưởng đến mục tiêu bên trong.
- Diệt (滅 Metsu?): Phá hủy kết giới và tiêu diệt mục tiêu bên trong.
- Thiên Huyệt (天穴 Tenketsu?): Mở một cánh cửa sang thế giới khác nhằm chuyển những mảnh còn lại của yêu quái đi để chúng không tái sinh được nữa, để thực hiện phép thuật này cần sử dụng một shakujo.
- Tuyệt Giới (絶界 Zekkai?): Một phép thuật cho phép kết giới sư chặn một đòn tấn công hay tiêu diệt kẻ thù. Tuỳ thuộc vào sức mạnh của kết giới sư, tuyệt kết giới có thể xuất hiện dưới dạng một quả cầu đen hay những dạng biến đổi khác. Vì thường được tạo ra do sự chi phối của những cảm xúc tiêu cực nên không được lạm dụng phép thuật này.
- Niệm Mịch (念糸 Nenshi?): Là một phép thuật tạo nên một sợi chỉ có sức mạnh được dùng để trói, bắt hay làm biến dạng bằng cách thắt chặt lại. niệm mịch thoát ra từ lòng bàn tay của kết giới sư. Phong ấn trên cổ của Madarao, linh hồn đồng hành của Yoshimori, là các hạt được xâu lại bằng niệm mịch.
- Thiết Giới (切界 Sekkai?): Một phép thuật dùng để phá hủy một kết giới của người khác. Tokine đã cố gắng dùng phép này để hủy kết giới của Yoshimori ở Kokuborou nhưng không được vì kết giới của cậu ấy quá chắc chắn.
- Tu Phục (修復 Shūfuku?): Phép thuật khôi phục, sửa chữa lại một vật.
- Thức Thần (式神 Shikigami?): Những hình nhân bằng giấy làm theo mện lệnh của kết giới sư.
- Vô Tưởng (無想 Musō?): Một trạng thái mà khi đó kết giới sư không bị chi phối bởi bất cứ cảm xúc nào, trạng thái này giúp nâng cao tốc độ, sức mạnh và hiệu quả của kết giới.

## Giới thiệu nhân vật

### Các nhân vật chính
| Giới thiệu |
| --- |
| Sumimura Yoshimori (14 tuổi) là truyền nhân thứ 22 của nhà Sumimura. Ý chí, thể lực, khả năng sử dụng kết giới tốt nhưng suy nghĩ còn thiếu chín chắn, bộp chộp, ham ngủ và học hành khá tệ. Yoshimori luôn đối xử chân thật, tốt bụng đối với mọi người xung quanh, có tình cảm với cô bạn "đồng nghiệp" Tokine nhưng chưa dám thổ lộ. Dù có vẻ ngoài khá vô tư nhưng thật ra cậu luôn suy nghĩ tìm cách phong ấn khu rừng quạ cùng nguồn sức mạnh Karasumori để mang đến sự bình yên vĩnh viễn cho vùng đất này. Phép thuật đặc biệt: Tuyệt kết giới, đạt được trạng thái vô thường. |
| Yukimura Tokine (16 tuổi) là truyền nhân thứ 22 của nhà Yukimura. Tuy thể lực của cô kém hơn Yoshimori nhưng ý chí và đặc biệt là kĩ thuật không hề kém cạnh. Tokine sớm có suy nghĩ chín chắn, đề cao nhiệm vụ bảo vệ khu rừng quạ nên luôn mắng Yoshimori mỗi khi cậu hành động không đúng nhiệm vụ. Từ nhỏ, cô luôn coi Yoshimori như một đứa em, có lần vì bảo vệ cậu mà cô bị một vết thương lớn trên cánh tay và bị để lại sẹo. Nhưng càng lớn lên cô càng ý thực rõ ràng được thực lực của Yoshimori và dần coi cậu như một đồng nghiệp ngang hàng.Qua lần được Yoshimori và mọi người cứu thoát khỏi đảo Trảm, Tokine dần dần tin tưởng Yoshimori hơn Phép thuật đặc biệt: Kết giới nhiều tầng, đi xuyên tường, cảm nhận bùa chú bằng tay. |

### Một số nhân vật phụ
| Giới thiệu |
| --- |
| Bà Yukimura Tokiko và ông Sumimura Shigemori là truyền nhân thứ 21 của phái Hazama. Bà Tokiko là bà nội của Tokine và ông Shigemori là ông ngoại cả Yoshimori. Dù lúc trẻ hai người khá hòa thuận nhưng khi "về hưu" (nhường trách nhiệm chính coi sóc rừng quạ cho hai đứa cháu) thì luôn hạnh họe nhau. Ở thế hệ truyền nhân này bà Tokiko có phần mạnh hơn ông Shigemori. Hai ông bà vẫn luôn giúp đỡ Tokine và Yoshimori khi cần. |
| Sumimura Masamori là anh trai của Yoshimori. Tuy là anh nhưng Masamori không được nhận dấu phương ấn của truyền nhân. Anh sớm rời khỏi gia đình để tìm con đường cho riêng mình. Masamori gia nhập Hội kín và trở thành thủ lĩnh của Dạ hành (một tổ chức thuộc Hội kín, gồm các thành viên phần lớn đều nửa người nửa yêu, có năng lực đặc biệt). Khi ở rừng quạ có biến cố xảy ra Masamori luôn phái người của Dạ hành đến giúp đỡ. Sau một thời gian làm việc, Masamori được thăng cấp lên thành một trong 12 thành viên thường trực của Hội kín (số hiệu Thất - số 7) và dần khám phá ra những sự thật đen tối đằng sau tổ chức này.                                                                  |
| Shishio Gen là một chiến binh xuất sắc của Dạ hành. Gen cũng là một người có nửa dòng má yêu quái. Lúc nhỏ, cậu bị ba anh trai bắt nạt, hành hạ. Sau đó, vì quá uất ức, sức mạnh yêu quái trong người cậu thức tỉnh, Gen ra tay giết ba người anh trai của mình và làm bị thương người chị mà cậu yêu quý. Khi đó, Masamori và Dạ hành đã có mặt kịp thời để khống chế dòng máu yêu quái, nhận cậu vào Dạ hành và đưa cậu trở về con đường chính nghĩa. Gen được Masamori phái đến giúp đỡ các pháp sư của rừng quạ. Dù ban đầu Gen và Yoshimori không thân thiện lắm nhưng cuối cùng hai người cũng hiểu nhau và trở thành bạn tốt. Không may thay, Gen đã hy sinh trong một lần làm nhiệm vụ ở tuổi 14. |
| Hiura Shouji tự xưng là người do Hội kín phái đến khu rừng quạ để giúp đỡ các kết giới sư nhưng thực ra cậu bị một tay chân của người đứng đầu Hội kín khống chế. Từ khi còn nhỏ Hiura đã được nuôi dạy để trở thành chiến binh, một cỗ máy chiến đấu thực sự, gần như vô hồn. Nhưng từ khi đến rừng quạ, cậu đã bắt đầu thay đổi với những tình cảm đa dạng hơn. |